# Clara Helena Enciso
Clara Helena Enciso Hernández, alias "Claudia" o "La Mona", (Nocaima, Cundinamarca, 25 de mayo de 1951) es una exguerrillera colombiana, exmilitante del Movimiento 19 de abril (M-19). Enciso fue la única guerrillera sobreviviente de la Toma al Palacio de Justicia, ocurrida el 6 y 7 de noviembre de 1985. Se presume que Enciso estaría exiliada en México.

## Biografía
Enciso se crio en un hogar modesto, con 10 hermanos. En su infancia, sus padres se trasladaron a vivir en Bogotá. En 1968 se graduó del bachillerato en un colegio público e ingresó a la Universidad Nacional de Colombia para estudiar economía, pero solo cursó dos semestres debido a protestas que hacían cerrar la universidad. De ahí pasó al Servicio Nacional de Aprendizaje (SENA), instituto técnico del gobierno, para estudiar comercio y en 1974 fue contratada por los Laboratorios Farmacéuticos CIBA.

### Militancia en el M-19
Enciso entró al M-19 en 1979, por su hermano menor, Alejandro, que ya era miembro del M-19 y le presentó al comandante guerrillero y fundador del M-19, Guillermo Elvencio Ruiz. Enciso y Ruiz comenzaron una relación amorosa. Ruiz terminó convenciendo a Enciso de enrolarse en las filas de la organización guerrillera donde empezó a hacer labores de logística y le asignaron el alias "Claudia".
Tras el secuestro de Marta Nieves Ochoa perpetrado por miembros del M-19 y en el que Ruiz fue protagonista y posteriormente arrestado, Enciso se dedicó a visitar a su novio en la cárcel.

### Toma del Palacio de Justicia
Dos años después y ya libre, Ruiz fue escogido por el comandante guerrillero Álvaro Fayad como jefe militar de la toma del Palacio de Justicia. Enciso pidió participar en la operación para estar cerca de Ruiz. Le asignaron labores de comunicaciones, con un radioteléfono y de acompañar a uno de los comandantes guerrilleros de la toma, Andrés Almarales.
Ante la respuesta del Ejército Nacional para repeler la toma, los fuertes combates, y la presión de Enciso e Irma Franco, Almarales se vio forzado a permitir la salida primero de las mujeres y más tarde de los heridos del baño del Palacio de Justicia en el que terminaron arrinconados. Almarales estaba herido en una pierna y se le escuchó decir: "Los que quedamos nos morimos todos". Al descender por las escaleras varios de los rehenes, fue asesinado de un disparo el Magistrado de la Sala Civil Horacio Montoya Gil. Cuando solo quedaban en el baño 5 guerrilleros, entre los que estaban Irma Franco y Enciso, Almarales, quien estaba herido en una pierna, le dijo a Enciso, "Mona, sal camuflada en el grupo de las rehenes que vamos a liberar. Tú eres la encargada de contarle al mundo lo que ha pasado aquí".
Todos los rehenes liberados eran llevados a la Casa del Florero, al otro lado de la plaza de Bolívar. Irma Franco fue identificada como guerrillera por miembros del Ejército Nacional, mientras que Enciso se desmayó de la impresión, al ver a su compañera arrestada. Enciso fue llevada a una ambulancia y era trasladada al Hospital Militar cuando volvió en sí. Enciso logró convencer a los paramédicos de la ambulancia que se encontraba bien de salud y de que la dejaran en su casa. De esta forma Enciso logró escapar.
Enciso apareció luego en el exterior y estuvo en contacto con los periodistas Ramón Jimeno y Olga Behar, quienes dieron a conocer su testimonio. Existe el rumor de que Enciso murió en México de cáncer.

## Obras basadas en Clara Helena Enciso
- Behar, Olga. Noches de humo. Cómo se planeó y ejecutó la toma del palacio de justicia (1988). Planeta. ISBN 9589518613
- Jimeno, Ramón. Noche de lobos. (1989). Siglo Veintiuno Editores. ISBN 9589518613